# Acuicultura multitrófica integrada
La acuicultura multitrófica integrada (AMTI) es una práctica en la que los desechos de una especie son reciclados para convertirse en aportes (fertilizantes, alimentos) para otra. La alimentación en acuicultura es combinada con la acuicultura extractiva vegetal (algas) y extractiva animal (mariscos) para crear sistemas balanceados para la sustentabilidad ambiental (biomitigación), estabilidad económica (diversificación de productos y reducción de riesgos) y aceptación social (mejores prácticas administrativas).
"Multitrófica" se refiere a la incorporación de especies de diferentes niveles tróficos o nutricionales en el mismo sistema. Este es una diferenciación de la práctica de policultura acuática, la que podría simplemente ser el cultivo de diferentes especies de peces del mismo nivel trófico. En este caso, todos los organismos podrían compartir los mismos procesos químicos y biológicos, con pocos beneficios sinérgicos, los que podrían potencialmente llevar a cambios significativos del ecosistema. Algunos sistemas de policultura tradicionales pueden, de hecho, incorporar una mayor diversidad de especies, ocupando varios nichos, como en la acuicultura extensiva (baja intensidad, bajo control) dentro del mismo estanque. La palabra "integrada" en AMTI se refiere al cultivo más intensivo de diferentes especies en cuanto a proximidad de éstas, conectadas por nutrientes y transferencia de energía a través del agua, pero no necesariamente en el mismo lugar.
Idealmente, los procesos biológicos y químicos en un sistema de AMTI deberían balancearse. Esto es alcanzado a través de la selección apropiada y proporciones de especies diferentes proporcionando diferentes funciones al ecosistema. Las especies cultivadas conjuntamente deberían ser más que biofiltros; deberían ser cosechables con valor comercial. Un sistema de AMTI funcionando debería resultar en una producción mayor para todo el sistema, basado en los beneficios mutuos de las especies cocultivadas y una salud mejorada del ecosistema. aún si la producción individual de algunas especies es menor comparada con la que podría ser alcanzada en un monocultivo luego de un periodo corto de tiempo.
Algunas veces el término más general "acuicultura integrada" es usado para describir la integración de monocultivos a través de transferencias de agua entre organismos. Para todas las intenciones y propósitos sin embargo, los términos "AMTI" y "acuicultura integrada" difieres primariamente en su grado de descripción. Estos términos son algunas veces intercambiados. Cultivos acuapónicos, acuicultura fraccionada, sistemas integrados agricultura-acuicultura, sistemas de acuicultura periurbanos integrados, y sistemas integrados pesca-acuicultura pueden ser considerados variaciones del concepto de AMTI.

## Sistemas de AMTI
El concepto de AMTI es muy flexible. Los sistemas de AMTI pueden encontrarse en tierra firme o en sistemas de aguas abiertas, sistemas marinos o de agua dulce, y pueden comprender varias combinaciones de especies. Algunos sistemas de AMTI han incluido combinaciones como mariscos/camarones, peces/algas/mariscos, peces/camarones y algas/camarones. Lo que es importante es que sean elegidos los organismos apropiados basado en las funciones que tienen en el ecosistema, su valor o potencial económico, y su aceptación por parte de los consumidores. Aunque la AMTI probablemente ocurre debido al cultivo tradicional de distintas especies en algunas áreas costeras, el diseño de lugares donde se realiza AMTI es, actualmente, menos común. Además son sistemas simplificados, como peces/algas/mariscos. En el futuro, se espera que se diseñen sistemas más complejos, con más componentes para distintas funciones, o funciones similares pero más variedad.